# Marie de Hautefort

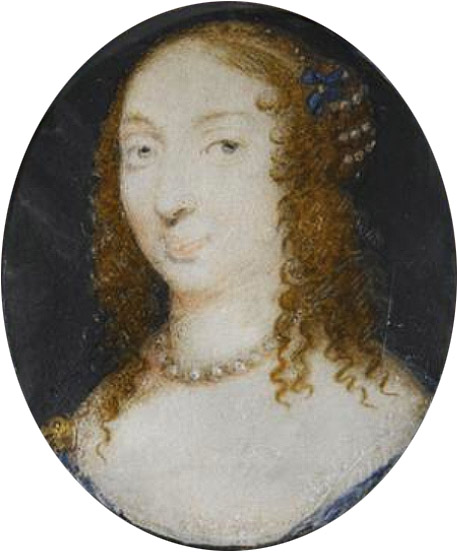
Marie de Hautefort

Marie de Hautefort (5 febbraio 1616 – 1691) fu una dama di compagnia francese del XVII secolo.

## Alla corte reale
Nata nel castello di Hautefort, nel Périgord, fu cresciuta dalla nonna Catherine, dama di compagnia di Maria de' Medici. All'età di quindici anni divenne anch'ella dama della regina madre. Ebbe così modo di conoscerne il figlio, Luigi XIII di Francia.
Invaghitosi di lei, il re la fece trasferire a servizio della moglie Anna d'Austria, della quale la dama divenne intima confidente.

## In aiuto della regina Anna
La regina Anna era segretamente in contatto con i reali di Spagna e con le altre corti d'Europa per tramare contro il cardinale Richelieu. Come porta lettere personale utilizzava un suo cameriere scelto, Pierre de La Porte. Nel 1637, grazie alle sue spie, il cardinale fa arrestare prima La Porte e poi la regina stessa. Essendo necessario che entrambi dessero la stessa versione dei fatti, Marie accorse in aiuto della sua signora: si travestì da cavaliere e penetrò nella Bastiglia.
Qui consegnò a un nemico segreto di Richelieu, Francois de Rochechouart, una lettera contenente le dichiarazioni di Anna da far pervenire a La Porte in modo da accordarsi su quanto avrebbe dovuto confessare.
Grazie a quella lettera, e alla fedeltà del suo portalettere, che nemmeno sotto tortura smentì la versione della regina, Anna venne liberata.

## Il legame con il re
Il legame tra la ragazza e il sovrano durò circa cinque anni, dal 1630 al 1639, durante i quali Marie cercò di riappacificare i coniugi reali.
Anna infatti non era gelosa della favorita, dato che i rapporti con il marito erano sempre stati difficili.
Conoscendo il legame tra Marie e la regina, il cardinale chiamò a corte la giovane Louise de La Fayette con il proposito di distrarre il re e allontanare i due amanti.
Louise divenne in effetti amante del re, contemporaneamente a Marie, per un paio d'anni.
Nel 1639 il re distolse le proprie attenzioni dalle due ragazze, rivolgendole al marchese Henri Coiffier de Ruzé d'Effiat. Avendo malignato del nuovo favorito, Marie venne esiliata dal 1639 al 1643.

## Matrimonio
Alla morte del cardinale, tornò a corte ma i rapporti di Marie con Anna si fecero tesi, finché ormai trentenne, decise di sposarsi con il maresciallo Charles di Schomberg e di abbandonare di nuovo la corte.
Il 24 settembre 1646 avvennero le nozze.
Dal matrimonio, che durò fino al 1667, anno in cui rimase vedova, nacquero sei figli:
- Henri de Saint-Nectaire (1644 -13 ottobre 1671), marchese di Chateauneuf;
- Jean Gabriel de St Nectaire (?-1710);
- Henri (?-1713), marchese di Saint-Nectaire;
- Marie Louise de St Nectaire (1639-1718);
- Henriette Bibiane de Saint-Nectaire (?-1693), Demoiselle de Lestrange;
- Jeanne de St Nectaire (?-?), che sposò Just François de Fay, marchese di Gerland.

Sposò in seconde nozze, il 18 luglio 1669, Guillaume de Maupéou.